# Cot Gud (Seunagan Timur)
Cot Gud is een bestuurslaag in het regentschap Nagan Raya van de provincie Atjeh, Indonesië. Cot Gud telt 634 inwoners (volkstelling 2010).